# RD Izola
L'RD Izola, conosciuto come Butan plin Izola per motivi di sponsorizzazione, è una società di pallamano slovena con sede nella città di Isola d'Istria.
Milita in 1.B DRL, la seconda serie del campionato sloveno di pallamano maschile.

## Palmarès
- 1. B DRL:

Promozioni: 2000-01, 2010-11, 2018-19